# Liste der Abgeordneten zum Tiroler Landtag (XV. Gesetzgebungsperiode)
Diese Liste der Abgeordneten zum Tiroler Landtag (XV. Gesetzgebungsperiode) listet alle Abgeordneten zum Tiroler Landtag in der XV. Legislaturperiode (von 2008 bis 2013) auf. Die erste Sitzung des Tiroler Landtags in dieser Periode fand am 1. Juli 2008 statt, die letzte am 15. März 2013. Nach der Konstituierung des Landtages folgte die Angelobung der Abgeordneten, danach die Wahl des Landtagspräsidiums, gefolgt von der Wahl der Mitglieder der Landesregierung Platter und die Ernennung der Vertreter des Tiroler Landtages im Bundesrat. Soweit die Mitglieder der Landesregierung gewählte Abgeordnete waren, verzichteten sie auf ihre Landtagsmandate und waren daher nur kurze Zeit während der konstituierenden Sitzung Abgeordnete zum Tiroler Landtag.
Von den 36 Mandaten entfielen nach der Landtagswahl in Tirol 2008 16 auf die ÖVP, fünf auf die SPÖ, vier auf Die Grünen Tirol, vier auf die FPÖ und sieben auf die erstmals kandidierende Liste Fritz Dinkhauser – Bürgerforum Tirol (FRITZ). Seitdem sich zwei Abgeordnete von FRITZ im November 2009 als Bürgerforum Tirol-Klub abgespalten hatten, verfügt der FRITZ-Klub nur noch über fünf Abgeordnete.

## Funktionen

### Landtagspräsidenten
Zum Landtagspräsidenten wurde in den konstituierenden Sitzung der ehemalige Landeshauptmann Herwig van Staa (ÖVP) zum neuen Landtagspräsidenten gewählt, wobei er 23 der 36 Stimmen erhielt. Dabei waren sieben Stimmzettel leer (ungültig) geblieben, sechs Stimmen lauteten auf „Nein“. Van Staa war damit im Wesentlichen von den Abgeordneten der ÖVP und SPÖ gewählt worden. Zum 1. Vizepräsidenten wurde Johannes Bodner gewählt. Er erhielt 22 von 36 Stimmen, wobei drei weitere Stimmen ungültig waren und elf Stimmen auf Maria Scheiber lauteten. Zur 2. Vizepräsidentin wurde Gabriele Schiessling (SPÖ) bestimmt, die 27 der 36 Stimmen auf sich vereinen konnte. Zudem hatte es eine ungültige Stimme gegeben, acht Stimmen hatten auf „Nein“ gelautet.

### Klubobmänner
Nach der Angelobung der Abgeordneten bildeten die Mandatare der ÖVP den „Landtagsklub der Volkspartei Tirol“, wobei Josef Geisler zum Klubobmann und Jakob Wolf zu seinem Stellvertreter gewählt wurde. Die Abgeordneten der Liste Dinkhauser bildeten den „FRITZ-Landtagsklub“, wobei Bernhard Ernst die Funktion des Klubobmanns übernahm und Andreas Brugger sein Stellvertreter wurde. Innerhalb des „SPÖ-Tirol Landtagsklub“ übernahm wie bereits in der abgelaufenen Periode Ernst Pechlaner vorerst die Rolle des Klubobmanns, diese endete aber nach seinem Mandatsverzicht zugunsten seines Nachfolgers Hans-Peter Bock. Klaus Gasteiger wurde zum Stellvertreter gewählt. Im „FPÖ-Landtagsklub“ wurde Gerald Hauser Klubobmann, während Richard Heis als sein Stellvertreter fungiert. Innerhalb des „GRÜNEN-Landtagsklubs“ übernahm Georg Willi erneut das Amt des Klubobmanns, als einzige Frau in dieser Rolle wurde Maria Scheiber zur Klubobmann-Stellvertreterin gewählt.
Nachdem sich Fritz Gurgiser und Thomas Schnitzer im November 2009 von der Liste FRITZ abgespalten hatten, gründeten sie den „Bürgerforum Tirol-Klub im Tiroler Landtag“, wobei Gurgiser die Rolle des Klubobmanns und Schnitzer die Funktion seines Stellvertreters übernahm.
Weil Georg Willi für den Nationalrat kandidieren wird, wurde Christine Baur Ende Juni 2012 zur Klubobfrau des Landtagsklubs der GRÜNEN gewählt.
Nach dem Tod Bernhard Ernst am 8. Dezember 2012 wurde dessen Fraktionskollegin Andrea Haselwanter-Schneider zur Klubobfrau der Liste FRITZ im Landtag gewählt.

### Landtagsabgeordnete
| Name                         | Partei       | Wahlkreis                 | Anmerkung                                                                 |
| ---------------------------- | ------------ | ------------------------- | ------------------------------------------------------------------------- |
| Baur Christine               | GRÜNE        | Innsbruck-Land            | Klubobfrau seit Ende Juni 2012                                            |
| Berger Franz                 | ÖVP          | Kitzbühel                 |                                                                           |
| Blanik Elisabeth             | SPÖ          | Landeswahlvorschlag       |                                                                           |
| Bock Hans-Peter              | SPÖ          | Landeswahlvorschlag       | Ersatz für Ernst Pechlaner seit 17. November 2010; Klubobmann             |
| Bodner Johannes              | ÖVP          | Kufstein                  | 1. Vizepräsident                                                          |
| Brugger Andreas              | FRITZ        | Landeswahlvorschlag       | Klubobmannstellvertreter                                                  |
| Dinkhauser Friedrich         | FRITZ        | Innsbruck-Stadt           |                                                                           |
| Eisenmann Paula              | ÖVP          | Kufstein                  |                                                                           |
| Felipe-Saint Hilaire Ingrid  | GRÜNE        | Landeswahlvorschlag       | Ersatz für Maria Scheiber seit 1. Mai 2012                                |
| Frisch Anton                 | FPÖ          | Landeswahlvorschlag       |                                                                           |
| Gasteiger Klaus              | SPÖ          | Landeswahlvorschlag       | Klubobmannstellvertreter; Ersatz für Hannes Gschwentner seit 1. Juli 2008 |
| Gatt Walter                  | fraktionslos | Innsbruck-Land            | bis 30. April 2010 FPÖ-klubzugehörig                                      |
| Geisler Josef                | ÖVP          | Schwaz                    | Klubobmann                                                                |
| Ginther Heinrich             | ÖVP          | Reutte                    |                                                                           |
| Gurgiser Friedrich           | BK-T         | Landeswahlvorschlag FRITZ | seit 6. November 2009 als Klubobmann im BürgerKlub-Tirol                  |
| Haselwanter-Schneider Andrea | FRITZ        | Landeswahlvorschlag       | als Nachfolgerin von Bernhard Ernst Klubobfrau der Liste FRITZ            |
| Hauser Gerald                | FPÖ          | Landeswahlvorschlag       | Klubobmann                                                                |
| Heis Richard                 | FPÖ          | Landeswahlvorschlag       | Klubobmannstellvertreter                                                  |
| Jenewein Elisabeth           | SPÖ          | Innsbruck-Land            |                                                                           |
| Kapferer Gottfried           | FRITZ        | Innsbruck-Land            |                                                                           |
| Köll Andreas                 | ÖVP          | Lienz                     |                                                                           |
| Ledl-Rossmann Sonja          | ÖVP          | Landeswahlvorschlag       |                                                                           |
| Mair Gebi                    | GRÜNE        | Innsbruck-Stadt           |                                                                           |
| Mattle Anton                 | ÖVP          | Landeck                   |                                                                           |
| Pertl Anton                  | ÖVP          | Innsbruck-Land            |                                                                           |
| Plautz Konrad                | ÖVP          | Landeswahlvorschlag       |                                                                           |
| Posch Eva-Maria              | ÖVP          | Innsbruck-Land            |                                                                           |
| Remler Verena                | ÖVP          | Landesvorschlag           | Ersatz für Johannes Rauch seit 18. Mai 2011                               |
| Schiessling Gabriele         | SPÖ          | Landeswahlvorschlag       | 2. Vizepräsidentin                                                        |
| Schnitzer Thomas             | BK-T         | Landeswahlvorschlag FRITZ | seit 6. November 2009 im BürgerKlub-Tirol                                 |
| Staggl Johann                | ÖVP          | Landeswahlvorschlag       |                                                                           |
| Stauder Wilfried             | ÖVP          | Innsbruck-Land            | Ersatz für Anton Steixner seit 1. Juli 2008                               |
| van Staa Herwig              | ÖVP          | Innsbruck-Stadt           | Landtagspräsident                                                         |
| Willi Georg                  | GRÜNE        | Landeswahlvorschlag       | Klubobmann bis Ende Juni 2012                                             |
| Wolf Jakob                   | ÖVP          | Imst                      | Klubobmannstellvertreter                                                  |
| Zangerl Stefan               | FRITZ        | Landeswahlvorschlag       | Ersatz für Bernhard Ernst seit 8. Dezember 2012                           |

### Vorzeitig ausgeschiedene Landtagsabgeordnete
| Name               | Partei | Wahlkreis           | Anmerkung |
| ------------------ | ------ | ------------------- | --- |
| Ernst Bernhard     | FRITZ  | Landeswahlvorschlag | † 8. Dezember 2012, zuvor Klubobmann der Liste FRITZ                                                                 |
| Gschwentner Hannes | SPÖ    | Landeswahlvorschlag | Mandatsverzicht für die Dauer der Mitgliedschaft zur Landesregierung seit 1. Juli 2008; Mitglied der Landesregierung |
| Pechlaner Ernst    | SPÖ    | Landeswahlvorschlag | Klubobmann; Mandatsverzicht ab 16. November 2010                                                                     |
| Rauch Johannes     | ÖVP    | Landeswahlvorschlag | Mandatsverzicht ab 15. Mai 2011                                                                                      |
| Scheiber Maria     | GRÜNE  | Landeswahlvorschlag | Mandatsverzicht ab 1. Mai 2012                                                                                       |
| Steixner Anton     | ÖVP    | Innsbruck-Land      | Mandatsverzicht für die Dauer der Mitgliedschaft zur Landesregierung seit 1. Juli 2008; Mitglied der Landesregierung |

## Quelle
- Gewählte Abgeordnete Bote für Tirol: (PDF)
- Sitzungsberichte des Tiroler Landtages (XV. Gesetzgebungsperiode)